# Zoran Perisic
Zoran Perisic (* 16. März 1940 in Prokuplje, Jugoslawien) ist ein serbischer Spezialeffektkünstler, Regisseur und Erfinder des Zoptic-Mechanismus.

## Leben
Perisic zog zunächst zum Studium nach London. Danach ging er nach Hollywood, wo er als im Abspann nicht genannter Mitarbeiter der Spezialeffekt-Abteilung an Stanley Kubrick Science-Fiction-Film Odyssee im Weltraum mitwirkte. 1976 war er für die optischen Spezialeffekte für den Horrorfilm The Devil’s Men mit Donald Pleasence und Peter Cushing in den Hauptrollen verantwortlich. Zwischenzeitlich entwickelte er verschiedenen Spezialeffekt-Geräte für die Frontprojektion und 3-D-Aufnahmen. Sein Zoptic-Mechanismus wurde 1978 für die Trickaufnahmen des fliegenden Superhelden in Superman eingesetzt. Für diese Erfindung erhielt er 1979 den Michael Balcon Award for Outstanding British Contribution to Cinema und den Special Achievement Award der Academy of Motion Picture Arts and Sciences. Im darauf folgenden Jahr erhielt er zudem den Technical Achievement Award.
1985 verantwortete er die Modelleffekte von Disneys Oz – Eine fantastische Welt, wofür er seine einzige reguläre Oscar-Nominierung erhielt. Im Jahr darauf drehte er mit Gunbus (Sky Bandits), einem während des Ersten Weltkrieges spielenden Science-Fiction-Film, seinen ersten Spielfilm als Regisseur. Sein zweites Regiewerk war The Phoenix and the Magic Carpet, ein Abenteuerfilm mit Peter Ustinov als Erzähler. 1988 erhielt er mit dem Scientific and Engineering Award die dritte Auszeichnung der Academy of Motion Picture Arts and Sciences für seine technischen Verdienste um den Film.

## Filmografie (Auswahl)

### Spezialeffekte
- 1968: 2001: Odyssee im Weltraum (2001: A Space Odyssey)
- 1976: The Devil’s Men
- 1978: Superman
- 1978: Der Dieb von Bagdad (The Thief of Baghdad)
- 1980: Superman II – Allein gegen alle (Superman II)
- 1985: Oz – Eine fantastische Welt (Return to Oz)
- 1986: Gunbus (Sky Bandits)

### Regie
- 1986: Gunbus (Sky Bandits)
- 1995: The Phoenix and the Magic Carpet

## Auszeichnungen
- 1979: Michael Balcon Award für Superman
- 1979: Special Achievement Award für Superman
- 1980: Technical Achievement Award für den Zoptic-Mechanismus
- 1986: Oscar-Nominierung für Oz – Eine fantastische Welt
- 1988: Scientific and Engineering Award für den Zoptic-Mechanismus